# Mark David Chapman
Mark David Chapman (Fort Worth, 10 maggio 1955) è un criminale statunitense, noto per aver assassinato, l'8 dicembre 1980, il cantautore e musicista John Lennon.

## Biografia

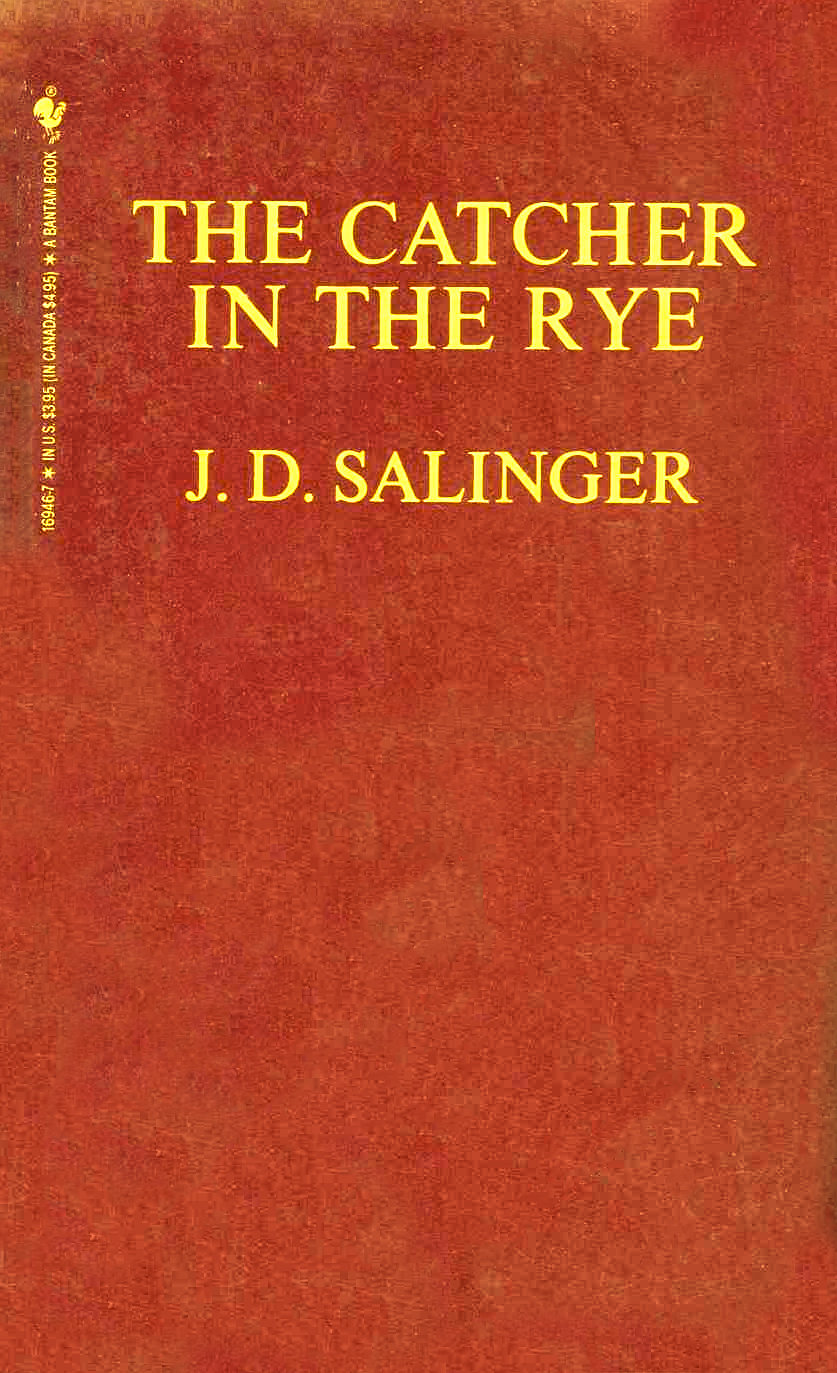
Una copia di Il giovane Holden in lingua originale

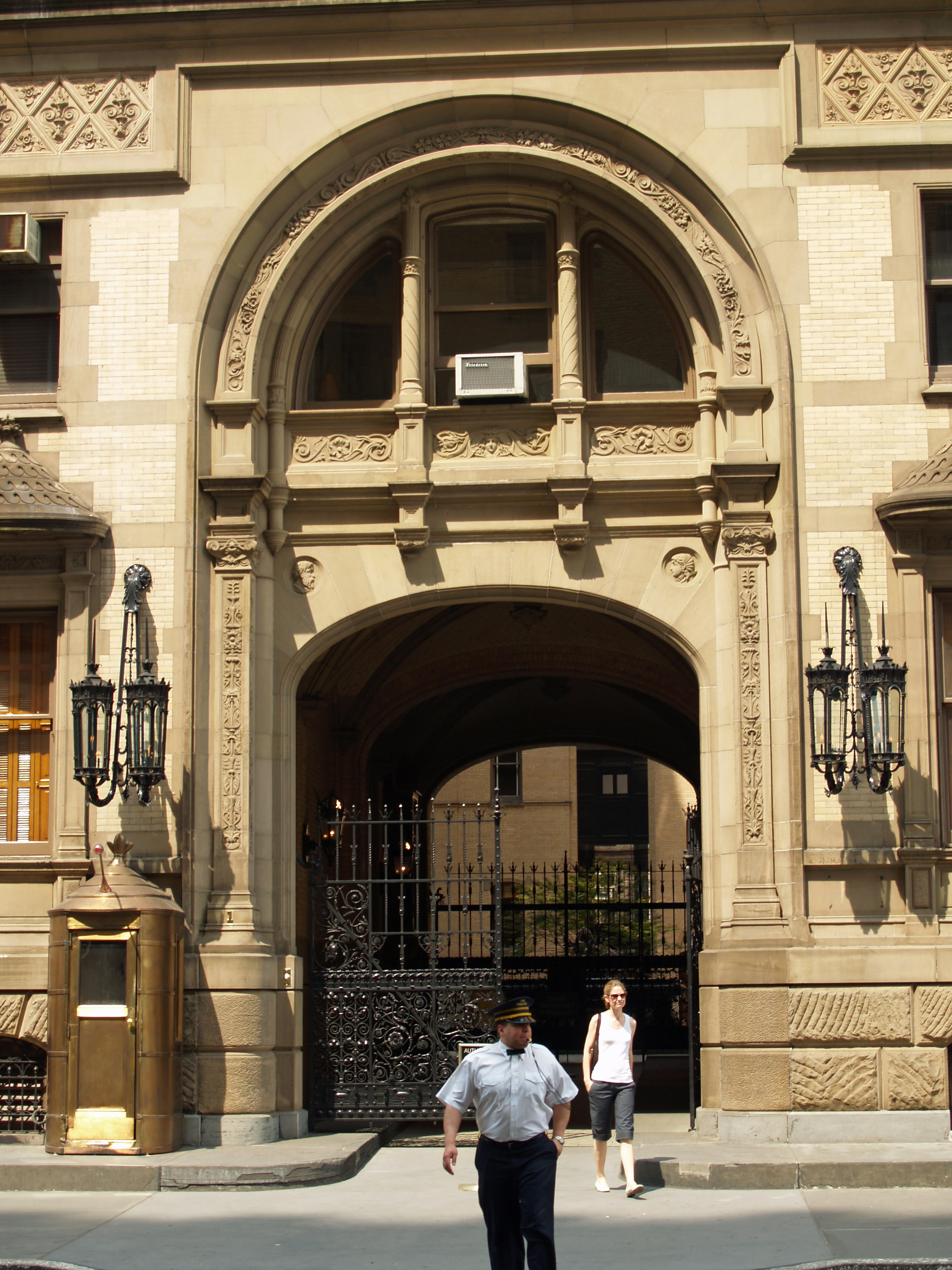
L'ingresso del palazzo The Dakota.

Prima dell'omicidio di Lennon, Chapman, di nazionalità statunitense, svolgeva il lavoro di guardia giurata a Honolulu, nelle Hawaii. I suoi trascorsi erano piuttosto movimentati; era stato tossicodipendente ed era stato ricoverato in una struttura ospedaliera per malati di mente. Dichiarò di essere stato fortemente influenzato dal romanzo di J. D. Salinger Il giovane Holden, al punto di decidere di seguire il modello antisociale rappresentato dal protagonista Holden Caulfield.
Per anni fu un grande ammiratore dei Beatles e di Lennon in particolare. Tale apprezzamento si trasformò in una vera ossessione e lo portò addirittura a sposare, nel 1979, Gloria Hiroko Abe, una donna americana di origine giapponese che gli ricordava Yōko Ono, seconda moglie del suo idolo. Con il passare del tempo, si convinse che Lennon avesse tradito gli ideali della sua generazione e si sentì investito della missione di punirlo.

### L'omicidio di John Lennon
La mattina dell'8 dicembre 1980, il venticinquenne Chapman si appostò insieme davanti all'entrata della residenza dei coniugi Lennon, il palazzo Dakota, a fianco al Central Park di Manhattan, a New York; molti fan del cantautore inglese erano soliti fare ciò per incontrarlo, e anche in quell'occasione erano presenti numerosi altri ammiratori. Quando, nel tardo pomeriggio, Lennon uscì di casa insieme alla moglie, dopo che i due avevano partecipato ad un servizio fotografico per la rivista Rolling Stone con la fotografa Annie Leibovitz, Chapman si avvicinò timidamente, gli strinse la mano in silenzio e si fece firmare la copertina di una copia di Double Fantasy, ultimo album di Lennon; il musicista gli chiese se l'autografo fosse tutto ciò che desiderava da lui e Chapman annuì sorridendo. Ad assistere alla scena vi era il fotografo Paul Goresh, che immortalò la scena in una celebre fotografia che ritrae il futuro assassino insieme alla sua futura vittima. Poco prima, Chapman aveva parlato anche con Sean Lennon, il figlio di John e Yōko, all'epoca dei fatti di cinque anni, uscito insieme alla tata Helen Seaman.
Chapman rimase in attesa sul posto per altre quattro ore. Alle 22:51 i coniugi Lennon rientrarono e John osservò velocemente Chapman, apparentemente riconoscendolo; non appena Lennon gli diede le spalle, Chapman si accovacciò, gli puntò contro una rivoltella ed esplose cinque colpi. Secondo alcune testimonianze, prima di sparare a Lennon, lo chiamò dicendo «Ehi, John!». Quattro dei proiettili colpirono Lennon e uno di questi trapassò l'aorta; Lennon fece ancora qualche passo sui gradini, mormorando «Mi hanno sparato...», prima di cadere al suolo perdendo i sensi. Trasportato d'urgenza al Roosevelt Hospital, John Lennon fu dichiarato morto alle 23:15.
Al momento dell'omicidio, Chapman aveva con sé una copia del già citato romanzo Il giovane Holden. Dopo aver sparato, rimase impassibile sulla scena del crimine, tirò fuori il libro e si mise a leggere. Il portiere Jay Hastings coprì il petto insanguinato di Lennon con la propria giacca e chiamò la polizia, mentre il custode del Dakota Building José Perdomo gridò a Chapman: «Sai che cosa hai appena fatto?», e Chapman rispose con assoluta calma e lucidità: «Sì, ho appena sparato a John Lennon».
I primi poliziotti ad arrivare furono Steve Spiro e Peter Cullen, di pattuglia sulla 72ª Strada e la Broadway, che avevano appreso la notizia secondo cui un uomo era stato ferito da colpi d'arma da fuoco nei pressi del Dakota. Gli agenti accorsi sul luogo del delitto si accorsero subito che le ferite riportate da Lennon erano molto serie; non potendo aspettare l'arrivo dell'ambulanza, decisero di caricare il corpo di Lennon nell'auto di servizio per condurlo al vicino ospedale Roosevelt Hospital. Chapman si lasciò arrestare senza opporre resistenza e tre ore dopo il suo fermo disse:
(Mark David Chapman)
Chapman in seguito dichiarò di essersi già recato a New York un'altra volta, circa due mesi prima, con l'obiettivo di uccidere Lennon, ma di aver poi cambiato idea; affermò anche che le sue azioni avevano lo scopo di ottenere attenzione. Fu accusato di omicidio di secondo grado (secondo la legge statunitense), reato per il quale si dichiarò sempre colpevole; il 24 agosto 1981 fu condannato alla reclusione da un minimo di vent'anni al massimo dell'ergastolo (quindi meno della possibile pena massima applicabile, che consisteva in almeno venticinque anni). Nel 2000, scontato il minimo della pena, si è visto rifiutare la richiesta di libertà condizionata.

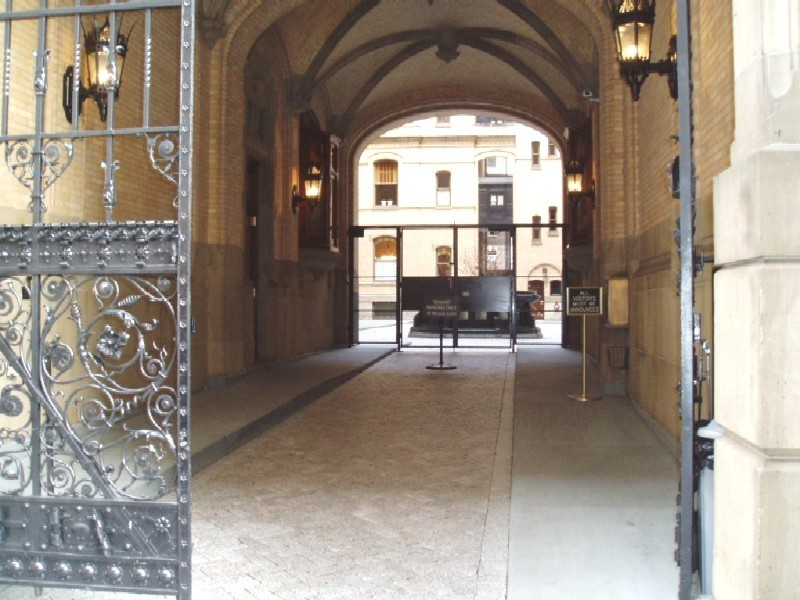
Il luogo dell'omicidio

Dopo trent'anni trascorsi nel carcere di Attica (a favore dei cui detenuti, per ironia della sorte, John Lennon aveva realizzato il brano Attica State, presente nell'album Some Time in New York City), nel 2012 Chapman è stato trasferito nel carcere di Wende, sempre nello Stato di New York, senza che fosse fornita una motivazione specifica che spiegasse il trasferimento. Chapman si dichiara un fervente cristiano, e un'associazione religiosa ha chiesto la sua scarcerazione. La Ono e numerosi fan di Lennon, al contrario, hanno chiesto che non venga mai scarcerato. Il 27 agosto 2022, per la dodicesima volta, la commissione giudicante dello stato di New York ha negato a Chapman la libertà condizionata.

### Motivazioni e malattia mentale
In un'intervista del 2000 venne chiesto a Chapman il motivo del suo gesto omicida verso Lennon: "Perché proprio lui?" chiese l'intervistatore, e la risposta di Chapman fu: «Attraverso le lenti della malattia, mi sembrò l'unico modo per liberarmi dalla depressione cosmica che mi avvolgeva. Ero un nulla totale e il mio unico modo per diventare qualcuno era uccidere l'uomo più famoso del mondo, Lennon» e ancora: "Sigmund Freud direbbe che voleva uccidere suo padre". «Non l'ho mai considerato una figura paterna. A otto anni ammiravo già i Beatles, come tanti altri ragazzini. Ma non ho mai pensato che Lennon fosse mio padre. E si sbaglia anche chi sostiene che mi credevo "il vero Lennon" o che lo amavo alla follia». "Qualcosa avrà pure fatto scattare la molla". «Mi sentivo tradito, ma a un livello puramente idealistico. Vagando per le biblioteche di Honolulu mi imbattei in John Lennon: One Day at a Time. Quel libro mi ferì perché mostrava un parassita che viveva la dolce vita in un elegante appartamento di New York. Mi sembrava sbagliato che l'artefice di tutte quelle canzoni di pace, amore e fratellanza potesse essere tanto ricco. La cosa che mi faceva imbestialire di più era che lui avesse sfondato, mentre io no. Eravamo come due treni che correvano l'uno contro l'altro sullo stesso binario. Il suo "tutto" e il mio "nulla" hanno finito per scontrarsi frontalmente. Nella cieca rabbia e depressione di allora, quella era l'unica via d'uscita. L'unico modo per vedere la luce alla fine del tunnel era ucciderlo».
Chapman, inoltre, disse di non aver accettato, a causa della sua forte fede cristiana, alcune idee espresse nelle canzoni di Lennon, ad esempio God, nella quale Lennon canta che «Dio è solo un concetto col quale misuriamo il nostro dolore», oppure Imagine, nella quale il cantante afferma di sperare in un futuro senza più religioni a dividere il mondo. Chapman non sopportava neppure il fatto che Lennon predicasse, sempre in Imagine, l'abolizione della proprietà privata («Imagine no possessions...»), quando lo stesso Lennon era invece un ricchissimo milionario. Chapman raccontò di aver ascoltato l'album John Lennon/Plastic Ono Band nelle settimane antecedenti l'omicidio e di aver pensato:
(Mark David Chapman)
In realtà Chapman al momento del delitto non era affatto religioso, avendo affermato davanti alla commissione che nell'agosto del 2014 doveva deciderne l'eventuale scarcerazione anticipata, che "all'epoca non pensavo ad altri che a me" e di aver riscoperto la fede in Cristo solo in carcere. Il vero motivo dell'omicidio risiedeva non nel presunto ateismo di Lennon ma, come più volte ripetuto dallo stesso Chapman, in un suo enorme complesso di inferiorità ed in una malsana invidia verso lo status di star mondiale del cantante, come il suo biografo Jack Jones gli ricorda in un'intervista quando conferma che la ragione per cui ha ucciso John Lennon deve essere ricercata nell'idea di "rubargli" la fama, diventare "qualcuno" perché non poteva sopportare di essere un "signor nessuno".
Dopo l'omicidio, Chapman fu esaminato da dozzine di psichiatri. L'uomo descrisse la rabbia repressa che covava nei confronti di suo padre, accusato di picchiare sua madre, parlò della sua identificazione con Holden Caulfield e con la Dorothy de Il Mago di Oz e dei suoi discorsi immaginari con il "piccolo popolo", un gruppo di personaggi immaginari con cui interagiva nella sua mente. Chapman riferì a Jack Jones che quando disse alla sua "piccola gente" che era intenzionato a recarsi a New York per uccidere John Lennon, loro lo pregarono di non farlo, dicendogli: «Per favore, pensi a sua moglie. Per favore, Signor Presidente. Pensi a sua madre. Pensi a sé stesso». Chapman rispose loro che la sua mente era in fermento, e la reazione del "piccolo popolo" sarebbe stata il silenzio.
Nel settembre del 2020, come riportato dalla BBC, dopo che per l'undicesima volta gli è stata negata la libertà condizionata, ha chiesto per la prima volta scusa alla vedova Yoko Ono, a quarant'anni dall'omicidio, dichiarando di aver ucciso Lennon per avere fama e definendo il suo un atto "spregevole".

## Nella cultura di massa
- Sia Paul McCartney sia George Harrison scrissero canzoni in memoria dell'ex compagno: il primo pubblicò Here Today, il secondo All Those Years Ago.
- Nel 1982 la Rhino Records pubblicò una compilation di canzoni ispirate ai Beatles, intitolata Beatlesongs!, la cui copertina raffigurava una caricatura di Chapman mescolato ad altri fan del gruppo, opera dell'illustratore William Stout. In seguito la Rhino ritirò il disco e lo ristampò con una copertina differente.[16]
- Nell'album Hot Space dei Queen, la canzone Life Is Real (Song for Lennon) è dedicata a John Lennon e inizia con una nota del pianoforte che suona quattro volte, una per ogni colpo di Chapman andato a segno.
- Le esperienze di Chapman durante il weekend che precedette l'omicidio di Lennon sono state trasposte in un film intitolato Chapter 27, con Jared Leto nella parte di Chapman. Il titolo del film è un riferimento al romanzo Il giovane Holden, che ha solo 26 capitoli.[17] Chapman è stato interpretato sullo schermo anche da Jonas Ball in un film inglese, The Killing of John Lennon, uscito nel 2007.
- Il gruppo di musica elettronica Mindless Self Indulgence ha dedicato una canzone all'assassino di Lennon. Il brano, chiamato appunto Mark David Chapman, è l'ultima traccia del loro quinto album, If.
- Il gruppo folk-rock irlandese dei Cranberries ha dedicato all'omicidio dell'ex-Beatle l'ottava traccia del loro album del 1996 To the Faithful Departed, dal titolo I Just Shot John Lennon.
- Il gruppo degli Eighteen Visions nel 2000 ha pubblicato un brano intitolato Who the f*ck killed John Lennon? sul loro album Until The Ink Runs Out.
- La band di skinhead rock Discipline ha pubblicato un pezzo con riferimento all'omicidio di Lennon nel loro album del 1998, Bulldog Style. Il brano è The Last of the Hippies, che inizia con un passaggio tratto da Let it Be (passaggio interrotto da 4 colpi di pistola), in cui viene cantata la frase: «Oh yeah, and by the way - I shot Lennon!»
- Bob Dylan ha dedicato a Lennon la canzone Roll On John, contenuta nell'album Tempest del 2012. Il brano inizia dal momento della sua uccisione (He turned around and he slowly walked away/They shot him in the back and down he went), prosegue citando gli esordi di Lennon e continua descrivendo l'influenza e la poetica di John Lennon. Il testo della canzone contiene riferimenti alla poesia The Tyger di William Blake.
- Il gruppo italiano dei Måneskin nell'album Rush! ha intitolato una canzone proprio a Mark Chapman.